# Chiesa di San Cipriano (Finale Ligure)
La chiesa dei Santi Cornelio e Cipriano, conosciuta semplicemente come chiesa di San Cipriano, è un edificio religioso sconsacrato sito in località Calvisio Vecchia a Finale Ligure, in provincia di Savona. 
La chiesa fu sede della comunità parrocchiale ora trasferita alla nuova chiesa dei Santi Cornelio e Cipriano, posta poco più a valle e facente parte del vicariato di Finale Ligure-Noli della diocesi di Savona-Noli.

## Storia e descrizione
La chiesa si presenta oggi nelle sue forma barocche, come le furono conferite nei primi anni del Settecento. L'edificio è inutilizzato, privo del pavimento, dell'altare maggiore e di tutti gli arredi. Conserva le decorazioni murali in stucco e gli altari laterali in pietra e calce. La rimozione del pavimento ha permesso di effettuare approfonditi scavi archeologici che hanno rilevato la stratificazione di diversi edifici sacri. 
La prima chiesa pare risalga all'epoca tardo imperiale (IV-V secolo). Su di essa fu costruita una più grande chiesa biabsidata protoromanica intorno al secolo XI. Al XIII secolo è attribuibile il campanile romanico ottimamente conservato, modificato successivamente solo nella cupola. Un ulteriore ampliamento si ebbe nel XIV secolo con l'aggiunta del terzo abside. Nel XVIII secolo la chiesa fu infine rifatta nelle sue forme attuali, a navata unica, con presbiterio piuttosto allungato.
Pochi metri a monte della chiesa, sorge un piccolo oratorio dalle forme seicentesche, probabile rifacimento di precedente edificio.

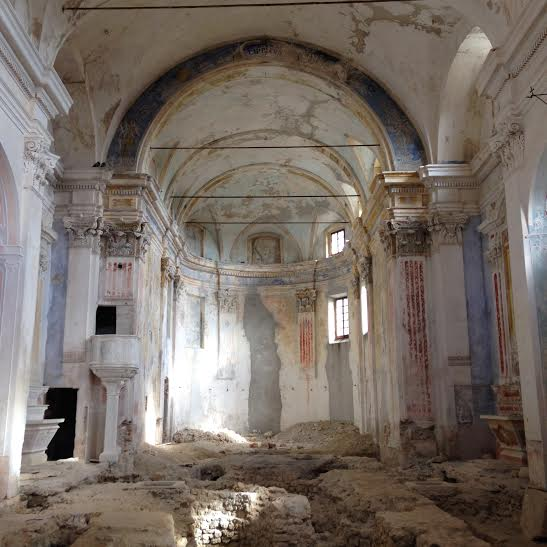
Interno
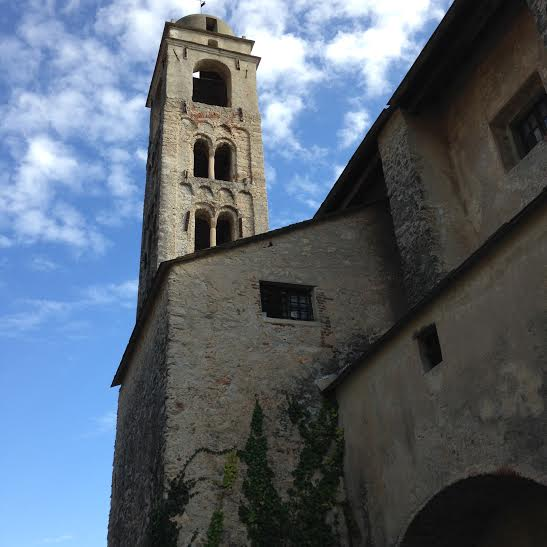
Campanile
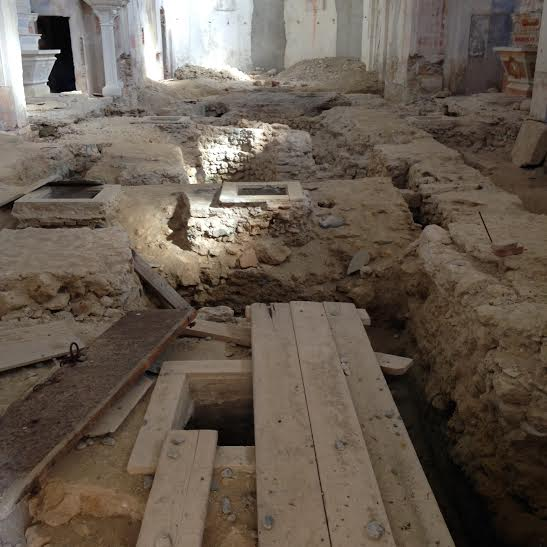
Scavi archeologici
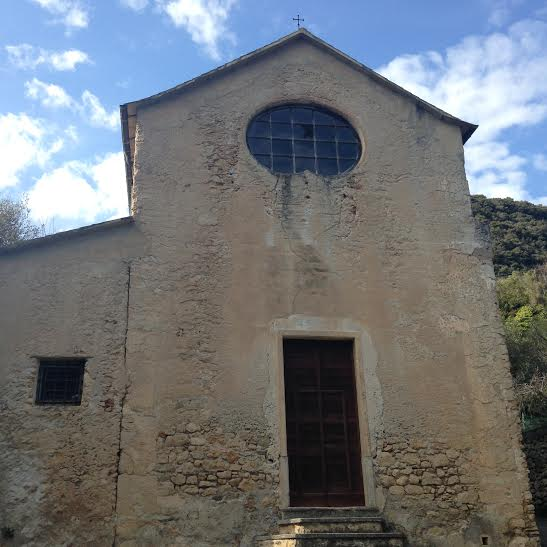
Oratorio